# Nacht (Band)
Nacht ist eine deutsche Black-Metal-Band.

## Geschichte
Gegründet wurde die Band 2001 und in den Jahren 2010 sowie 2011 veröffentlichte sie ihre ersten beiden Tonträger bei dem deutschen Musiklabel Dunkelheit Produktionen.
Impressions Of The Night als erstes Werk war dabei ein auf 300 Exemplare limitiertes Demo. Zu Zeiten von The Cold Eerie Moon (2011) bezeichnete das französische Musikmagazin Musicwaves die Band als „orthodox bis in die Hörnerspitzen“ (französisch orthodoxe jusqu’au bout des cornes), da sie auf schwarz-weiße Optik setze, keine Website habe und teils extrem reduzierten Aufwand betreibe, etwa mit Musikkassetten. Auf der gut 30 Minuten langen, aus einem Stück bestehenden EP agierte die Band als Duo bestehend aus Chaos (Gesang, Gitarre, Bass) und Baal (Schlagzeug).
2014 erschien das Album Memories – drei Lieder mit einer Spielzeit von 51 Minuten – beim japanischen Label Deathrash Armageddon. Die Aufnahmen fanden in Aachen von November 2010 bis Mai 2012 statt. Mix und Mastering übernahm der auf dem Album als Bassist, Gitarrist und Keyboarder zu hörende Musiker Din-Tah Aeon in Essen.

## Stil
In einer Rezension zum Demo (2010) wurde die Musik als Depressive Suicidal Black Metal bezeichnet und beschrieben als „monotoner, repetitiver und knisternder Black Metal mit einer rudimentären Tonaufnahme [...], der in den Boden von Burzum eingetaucht“ sei (französisch Black Metal trempé dans le terreau burzumien, monotone, répétitif et grésillant qu'enrobe une prise de son rudimentaire). Auch beim Mini-Album 2011 wurde Burzum als musikalische Referenz herangezogen. Beim Webzine Vampster fühlte man sich bei einer Doppelbesprechung beider Werke vor allem an Agalloch erinnert. Drei Jahre später wurden als Vergleich u. a. Strid und Xasthur genannt.

## Diskografie
- 2010: Impressions of the Night (Demo-Tape, Dunkelheit Produktionen)
- 2011: The Cold Eerie Moon (CD-EP, Dunkelheit Produktionen)
- 2014: Memories (CD-Minialbum, Deathrash Armageddon)